# Astronomsko društvo Javornik
Astronomsko društvo Javornik je največje in najstarejše astronomsko društvo v Sloveniji.
Ime nosi po Astronomskem observatoriju Javornik (Observatorij Črni Vrh nad Idrijo).
Društvo je nastalo leta 1979 iz astronomskega oddelka Prirodoslovnega društva Slovenije. Društvo je znano po vsakoletni organizaciji poletnih mladinskih astronomskih taborov. Leta 1985 in 1990 je društvo organiziralo tudi mednarodna astronomska tabora (IAYC).